# Rajon Slonim

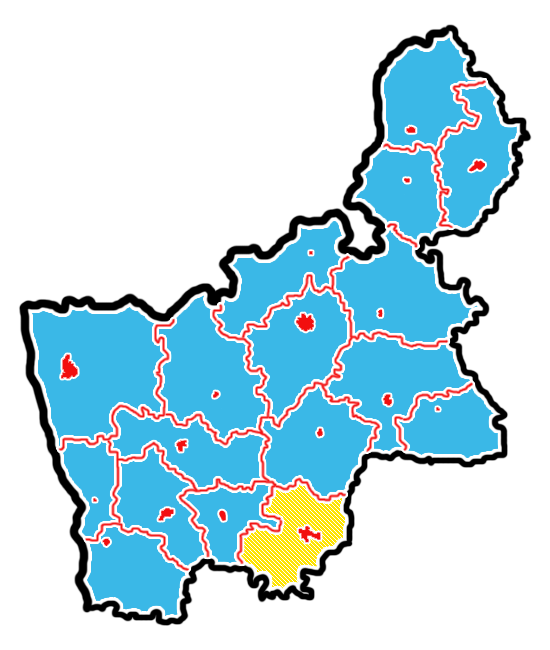
Rajon Slonim, Karte

Rajon Slonim (belarussisch Слонімскі раён; russisch Слонимский район) ist eine Verwaltungseinheit im Süden der Hrodsenskaja Woblasz in Belarus mit dem administrativen Zentrum in der Stadt Slonim. Der Rajon hat eine Fläche von 1500 km², umfasst 148 Ortschaften und ist in 12 Selsawets gegliedert.

## Geographie
Der Rajon Slonim liegt im Südosten der Hrodsenskaja Woblasz. Die Nachbarrajone in der Hrodsenskaja Woblasz sind im Norden Dsjatlawa und im Westen Selwa.

## Geschichte
Der Rajon Slonim wurde am 15. Januar 1940 als administrative Einheit der ehemaligen Baranawizkaja Woblasz gebildet.